# Quercus douglasii
Quercus douglasii — вид рослин з родини букових (Fagaceae); ендемік Каліфорнії, США.

## Опис
Ці листопадні рослини, як правило, є чагарниками та невеликими деревами 5–18 м. Стовбур 25–40 см у діаметрі, найчастіше одинарний. Крона відкрита, округла. Кора світло-сіра, луската. Гілочки червонуваті або жовтуваті, спочатку волохаті, стають голими. Листки 3–8 × 2–4 см, жорсткі, довгасті, закруглені з обох кінців; поля трохи хвилясті, цілі або мілко 4–5 лопатеві, іноді грубо зубчасті; темно-синьо-зелені зверху; блідо-жовто-зелені знизу, є невеликі, зірчасті трихоми; ніжка листка синьо-зелена, 0.3–1.2 см завдовжки. Жолудь поодинокий, сидячий або майже такий, еліптичний, 2–3 см; чашечка дуже неглибока; дозріває за 1 рік. 2n = 24.
Період цвітіння: лютий — квітень.

## Середовище проживання
Ендемік Каліфорнії, США (у т. ч. на островах Санта-Круз і Санта-Каталіна).
Досить поширений у межах свого ареалу. Панує майже в половині дубових лісів Каліфорнії. Населяє дубові рідколісся, краї чапаралей і луків; росте на висотах 0–1200 м.

## Використання
Q. douglasii забезпечує притулок і їжу для багатьох птахів і дрібних ссавців, а також оленів і худоби, що має особливе значення як єдине дерево, що існує в сухих передгір'ях Каліфорнії. Q. douglasii має низьку комерційну вартість, за винятком палива та стовпів для огорожі для жителів району. Однак він важливий вид для худоби і лісові масиви цього дуба є найбільш широко використовуваними пасовищами для великої рогатої худоби в Каліфорнії.

## Загрози
Є занепокоєння через малу кількість неповнолітніх дубів, що пояснюється впливом скотарства, чорнохвостих оленів, гоферових, посухою.

## Етимологія
Видовим епітетом вшановано шотландського ботаніка Девіда Дугласа.

## Галерея

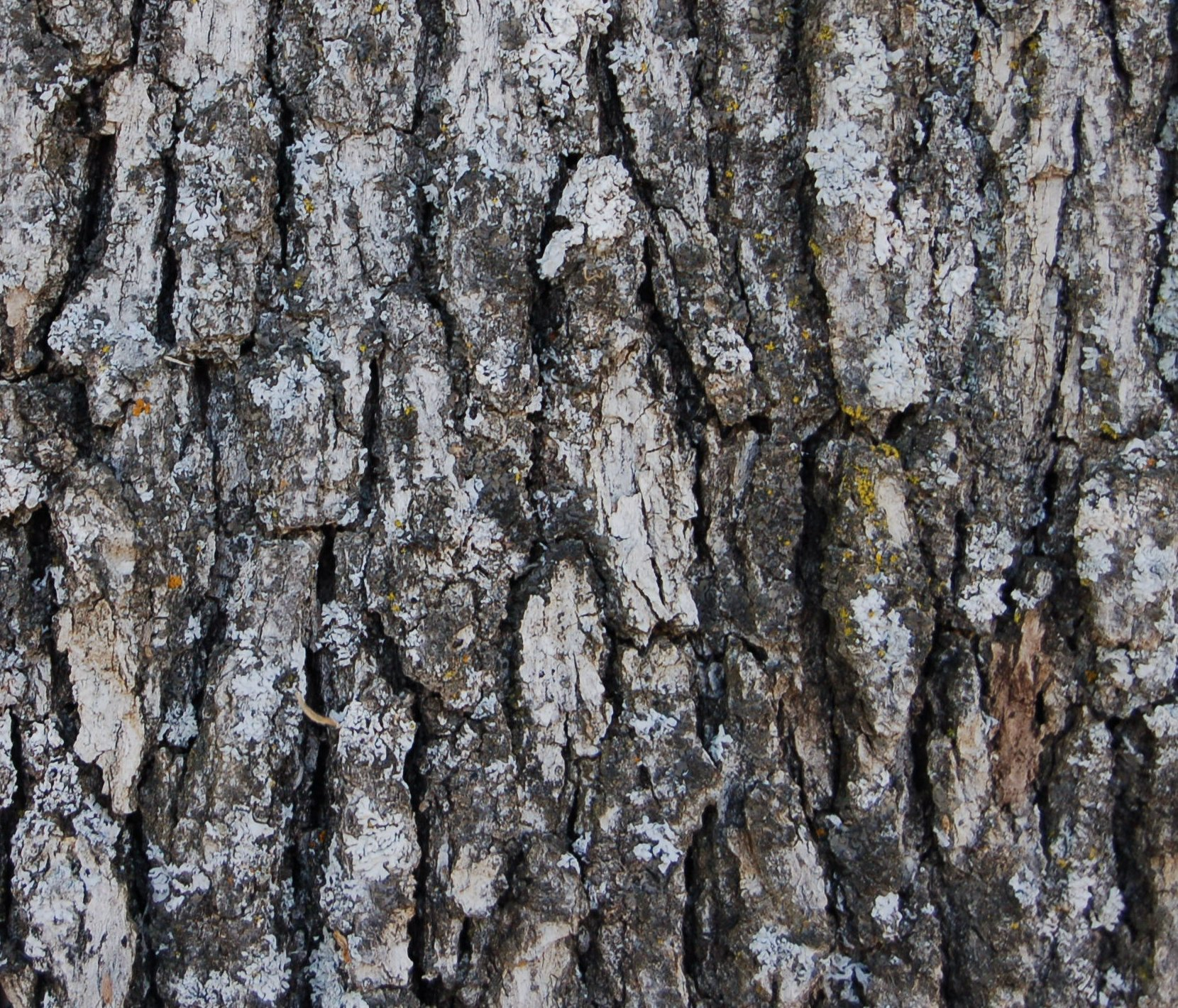
кора
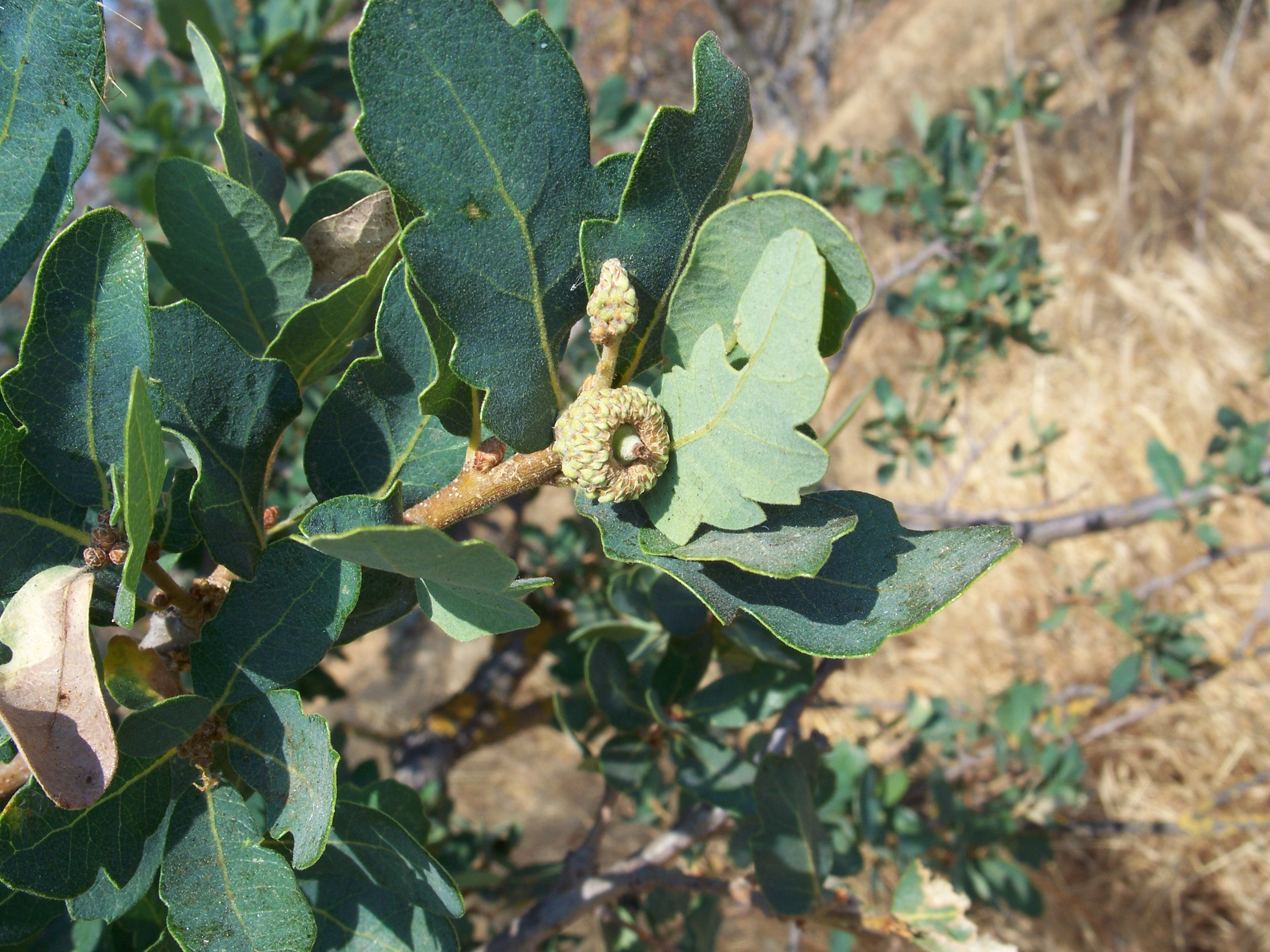
верхня й нижня поверхні листків
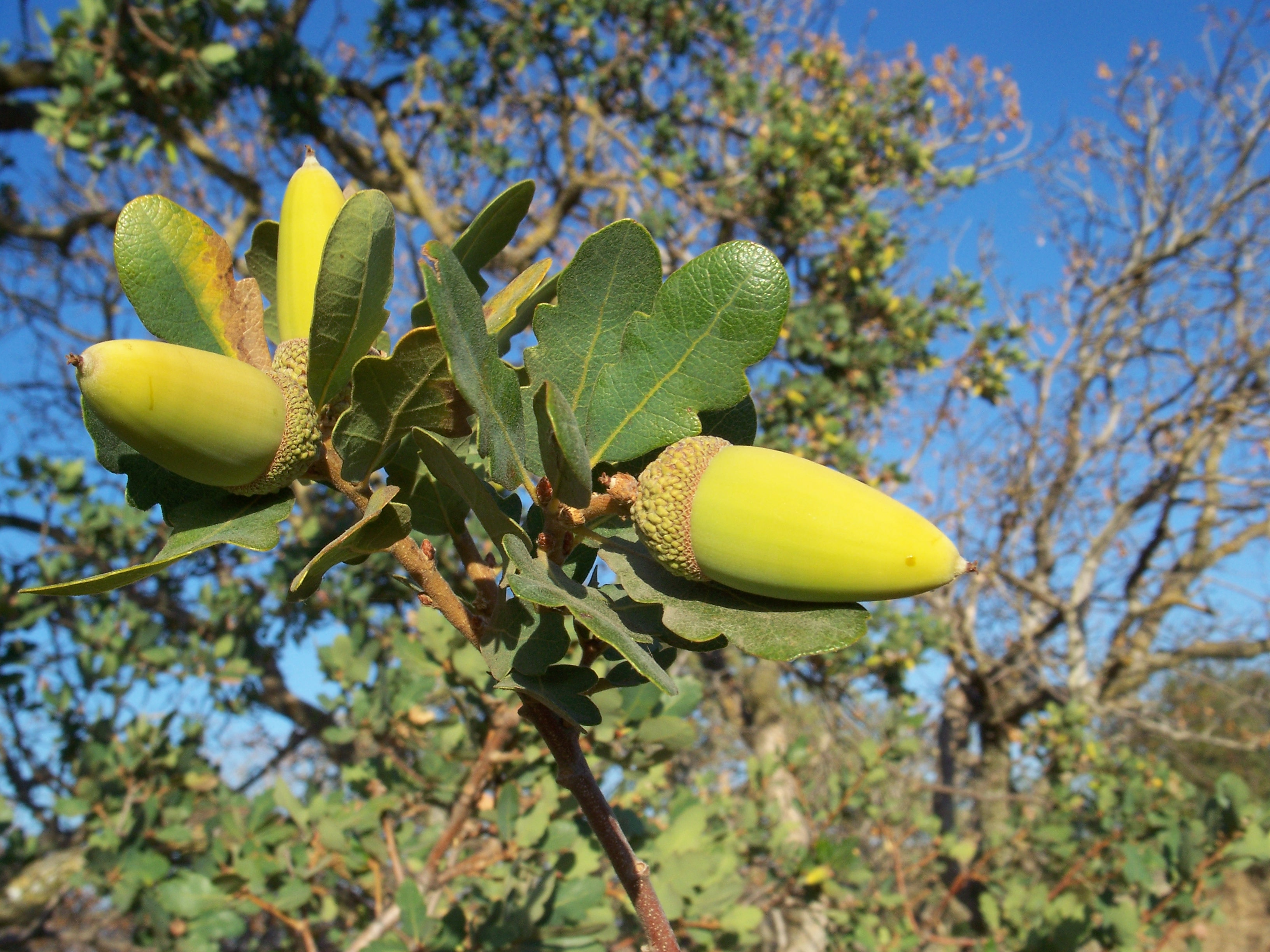
листки й жолуді